# Helianthemum
Helianthemum  Mill., 1754 è un genere di piante spermatofite dicotiledoni appartenenti alla famiglia delle Cistacee, dall'aspetto di piccole erbacee annuali o perenni.

## Etimologia
L'etimologia del nome del genere è abbastanza intuitiva ed è formata da due semplici parole: hèlios (= sole) e ànthos (= fiore) indicando così la breve durata di un solo giorno dei fiori di questo genere, oppure (secondo altre etimologie) indica il fatto che questi fiori vogliono le zone soleggiate.

La prima volta che si trova il termine Helianthemum  è in una stampa ad opera del fisico e botanico germanico Valerius Cordus (18 febbraio 1515 – 25 settembre 1544);  ma è stato il botanico francese Joseph Pitton de Tournefort (5 giugno 1656—28 dicembre 1708)  ad usarlo per primo come valore di genere. Un primo elencò abbastanza completo delle specie di questo genere, partendo ovviamente da quelle spontanee del proprio territorio, è stato fatto dal botanico svizzero Von Haller (1705 – 1777) in una pubblicazione del 1742.

## Descrizione

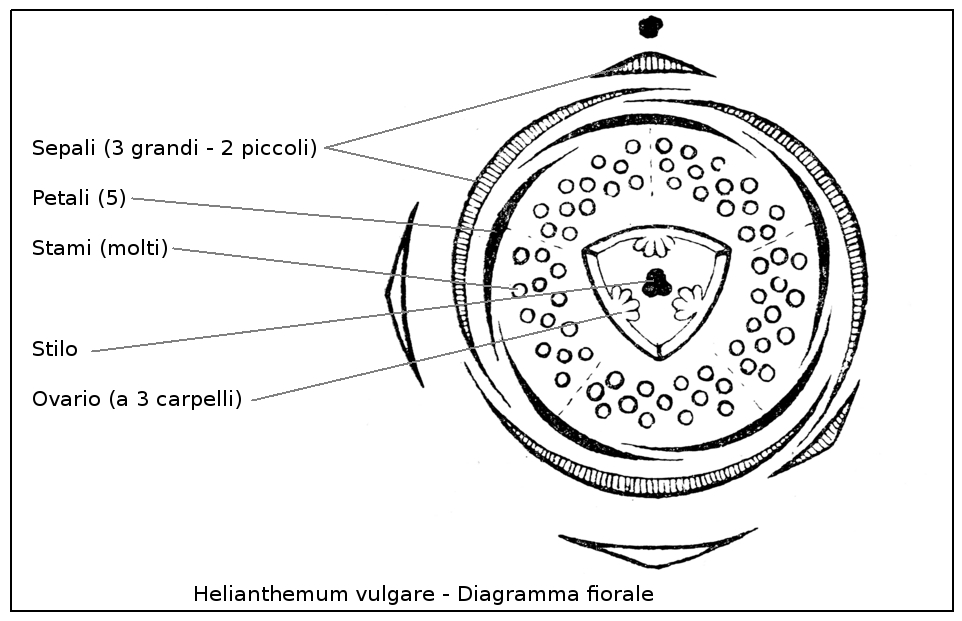
Diagramma fiorale Helianthemum vulgare

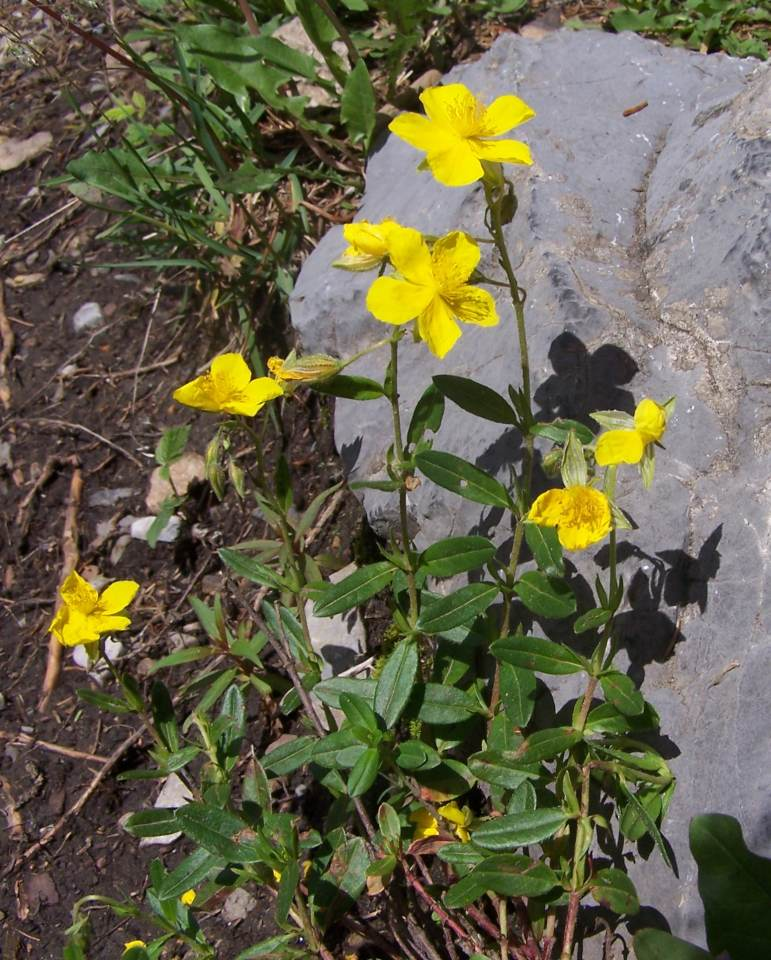
Il portamento (Helianthemum grandiflorum)

Queste piante sono legnose o sub-legnose, ma anche erbacee a portamento arbustivo (eretto o prostrato) oppure sono erbe perenni (raramente annuali). La forma biologica più ricorrente (almeno per le specie europee) è camefita suffruticosa (Ch suffr), ossia sono piante perenni e legnose alla base, con gemme svernanti poste ad un'altezza dal suolo tra i 2 ed i 30 cm. A seconda della latitudine possono essere sempreverdi o semi-sempreverdi ossia le porzioni erbacee si seccano annualmente e rimangono in vita soltanto le parti legnose.

### Radici
Le radici sono secondarie da fittone.

### Fusto
I fusti sono ramosi-cespugliosi di tipo diffuso-ascendenti ma anche prostrato-ascendenti. Alla base sono quasi legnosi, ispidi e rugosi. I rami sono ascendenti.

### Foglie

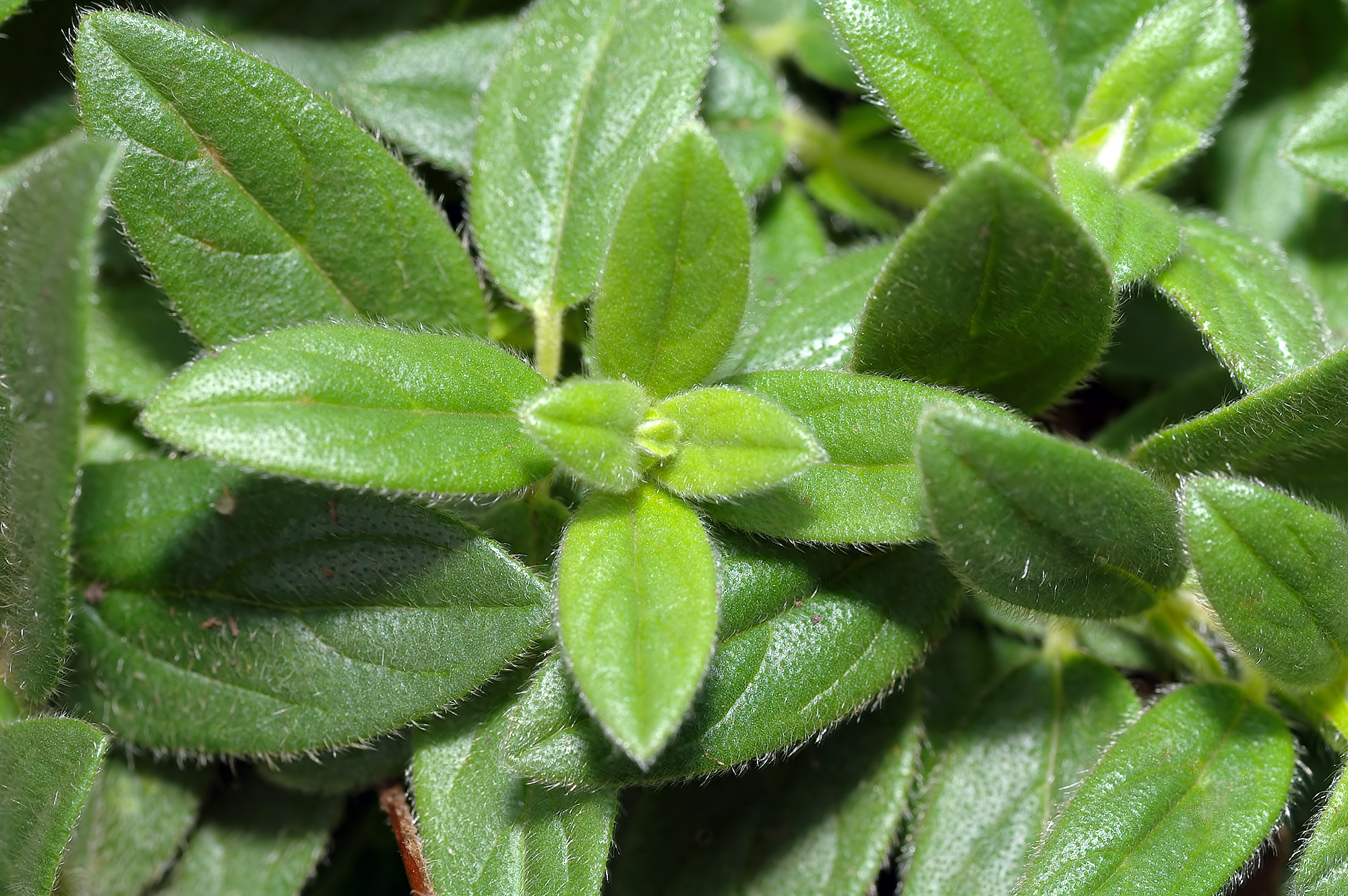
Le foglie (Helianthemum nummularium)

Le foglie sono a disposizione opposta lungo il fusto (ma anche in modo alterno, ma raramente e solo in quelle superiori). Possono avere varie forme: ovali, ellittiche o lanceolate. Sono lunghe mediamente 1 – 4 cm e larghe 0,5 – 2 cm. La superficie può essere più o meno glabra; a volte sono anche tomentose. Il colore delle foglie può essere verde (più o meno lucido) o da biancastro a grigio-verde (se sono tomentose). Alla base delle foglie di alcune specie sono presenti delle stipole. 

### Infiorescenza
L'infiorescenza si compone di racemi terminali più o meno lassi con pochi ma anche con tanti fiori. A volte le infiorescenze sono anche a ombrella. Raramente i fiori sono solitari. In generale la fioritura è molto breve in quanto i petali sono presto caduchi. In compenso questo tipo di piante presentano più fioriture durante l'arco della stagione. Spesso si presenta un certo dimorfismo tra le varie fioriture: i primi fiori si presentano con larghi petali, gli ultimi con petali più stretti se non addirittura apetali.

### Fiori

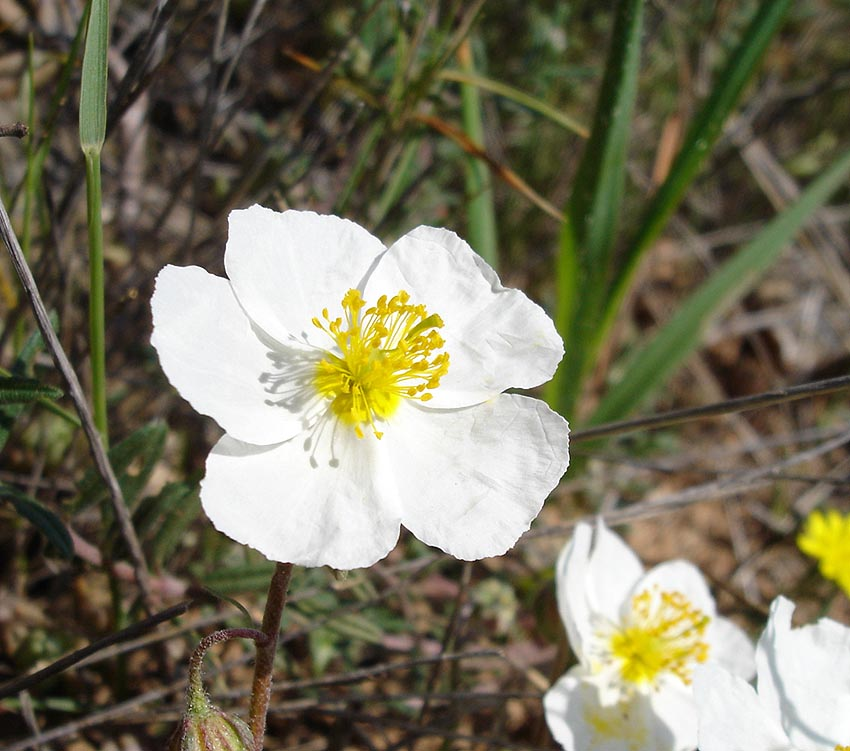
Il fiore (Helianthemum apenninum)

I fiori sono ermafroditi e attinomorfi; sono pentameri (calice e corolla composta da 5 elementi). Il diametro medio dei fiori va da 2 a 4 cm. Il colore è bianco o giallo, occasionalmente rosa o carnicino. A volte sono bicolori: il centro del fiore ha delle tonalità più accese probabilmente per facilitare il raggiungimento del nettare degli insetti pronubi. I fiori generalmente sono pedicellati, raramente sessili.
- - Formula fiorale:

* K 5, C 5, A molti, G (3) (supero)
- Calice: i sepali sono tre o cinque e sono persistenti; possono essere pelosi ma anche setolosi e la loro forma è in genere ovata. In diverse specie i sepali sono irregolari, ossia si dividono in due esterni e tre interni. Quelli esterni sono più lineari e lunghi la metà di quelli interni che sono più ampi.
- Corolla: la corolla è dialipetala; i petali sono cinque e sono più lunghi del calice; sono facilmente caduchi. La forma è spatolata ma anche cuoriforme (o forme intermedie), mentre la superficie può essere spiegazzata.
- Androceo: gli stami possono essere pochi (5) come numerosi (più di 10) e quasi tutti fertili (ossia con le antere) e liberi; le antere sono colorate di giallo.
- Gineceo: lo stilo è a sezione cilindrica (esile, lievemente contorto a “S” e ginocchiato alla base e mediamente lungo, e si allarga a cono verso lo stimma) e si trova su un l'ovario pluricarpellare (a 3 carpelli) che è supero e libero e uniloculare (parzialmente può essere considerato triloculare). Gli ovuli sono ortotropici (in posizione eretta)[4] e gli embrioni sono ripiegati una o due volte su sé stessi.
- Impollinazione: l'impollinazione è entomofila anche se in alcune specie mancano i nettari (comunque i fiori sono ricchi di polline).

### Frutti
Il frutto è una capsula loculicida a tre valve con molti semi. Una membrana riveste internamente il frutto. La forma dell'embrione  può essere sia ricurvo (ad anello) che ad uncino, oppure dritto o ripiegato. I semi sono provvisti di albume amilaceo.

## Ecologia
Alcune larve di lepidotteri (della famiglia delle Bucculatricidae e delle Coleophoridae) si cibano di queste piante .

## Distribuzione e habitat
Le specie di questo genere sono diffuse in varie zone dell'America, Europa, Nordafrica e Asia minore e Asia centrale, ma soprattutto in quelle aree che si affacciano sul Mediterraneo occidentale ma anche le isole Canarie, le coste atlantiche francesi e quelle inglesi. In effetti questo è un genere tipico della flora mediterranea e dell'Europa meridionale in genere le cui specie spesso sono caratteristiche di una determinata condizione ambientale come ad esempio certe zone aride (quasi da “steppa”, chiamate “garighe”)  dell'Italia meridionale o insulare, oppure come la vera steppa russo-asiatica.

Come esempio si può citare la degradazione che alcuni terreni mediterranei, anticamente coltivati ad uliveto, subisce attualmente e che la fitosociologia assegna alla comunità vegetale chiamata Helianthemion guttati, costituiti quasi totalmente da un tappeto di erba irsuta a fiori gialli: Helianthemum guttatum (L.) P. Mill.

Le circa 20 specie rappresentate nella flora spontanea italiana (alcune delle quali endemiche) frequentano una vasta gamma di ambienti: dai luoghi rocciosi frammisti ai pascoli alpini di alta quota della montagna (sopra la zona delle Conifere e del Faggio) a quote più basse vicino al mare in zone tipiche dell'ulivo ma anche in aree aride e sassose.
Della trentina di specie  spontanee della flora italiana 7 (più varie sottospecie) vivono sull'arco alpino. La tabella seguente mette in evidenza alcuni dati relativi all'habitat, al substrato e alla diffusione delle specie alpine.
| Specie                             | Comunità vegetali | Piani vegetazionali | Substrato | pH            | Livello trofico | H2O   | Ambiente | Zona alpina                    |
| ---------------------------------- | ----------------- | ------------------- | --------- | ------------- | --------------- | ----- | -------- | ------------------------------ |
| H. apenninum                       | 9                 | collinare           | Ca        | basico        | basso           | arido | F2       | CN TO VA CO BG BS TN BZ BL     |
| H. canum                           | 9                 | collinare montano   | Ca        | basico        | basso           | arido | F2       | CN AO CO BG BS TN BZ BL UD     |
| H. hirtum                          | 12                | collinare montano   | Ca Ca-Si  | basico        | basso           | arido | F2       | CN(?) TO(?)                    |
| H. lunulatum                       | 3                 | montano subalpino   | Ca        | basico        | basso           | arido | C2 F2 F5 | CN                             |
| H. nummularium subsp. berteroanum  | 9                 | collinare           | Ca Ca-Si  | basico        | basso           | arido | C2 F2    | CN                             |
| H. nummularium subsp. glabrum      | 10                | montano subalpino   | Ca Ca-Si  | basico-neutro | basso           | secco | C2 F2    | CN SO BS                       |
| H. nummularium subsp. grandiflorum | 10                | subalpino alpino    | Ca Si     | neutro        | basso           | secco | C4 F5    | tutto l'arco alpino (escl. VC) |
| H. nummularium subsp. nummularium  | 9                 | collinare montano   | Ca Ca-Si  | basico        | basso           | arido | F2       | CN TO AO VC NO CO BS           |
| H. nummularium subsp. obscurum     | 9                 | collinare montano   | Ca Si     | basico-neutro | basso           | secco | F2       | tutto l'arco alpino            |
| H. nummularium subsp. semiglabrum  | 9                 | collinareo          | Ca Ca-Si  | basico        | basso           | arido | C2 F2    | CN                             |
| H. nummularium subsp. tomentosum   | 9                 | montano subalpino   | Ca Ca-Si  | neutro        | basso           | secco | F2 F5    | CN AO NO CO BS TN BZ BL        |
| H. oelandicum subsp. alpestre      | 10                | subalpino alpino    | Ca        | basico        | basso           | secco | C4 F5    | tutto l'arco alpino (escl. VA) |
| H. oelandicum subsp. italicum      | 9                 | collinare montano   | Ca        | basico        | basso           | arido | F2       | CN TO CO BG SO BS BL           |
| H. salicifolium                    | 4                 | collinare           | Ca Si     | neutro        | basso           | arido | C1 F1    | TO BS                          |

Legenda e note alla tabella.

Per il “substrato” con “Ca-Si” si intendono rocce di carattere intermedio (calcari silicei e simili); vengono prese in considerazione solo le zone alpine del territorio italiano (sono indicate le sigle delle province).
Comunità vegetali:
3   = comunità delle fessure, delle rupi e dei ghiaioni
4   = comunità pioniere a terofite e succulente
9   = comunità a emicriptofite e camefite delle praterie rase magre secche
10  = comunità delle praterie rase dei piani subalpino e alpino con dominanza di emicriptofite
12  = comunità delle lande di arbusti nani e torbiere
Ambienti:
C1 = ambienti sabbiosi, affioramenti rocciosi
C2 = rupi, muri e ripari sotto roccia
C4 = campi solcati
F1 = praterie rase xerofile mediterranee
F2 = praterie rase, prati e pascoli dal piano collinare al subalpino
F5 = praterie rase subalpine e alpine

## Tassonomia
Al genere Helianthemum appartengono circa metà delle specie della famiglia delle Cistaceae originate in prevalenza nella zona mediterranea e nell'Asia occidentale, una ventina delle quali sono presenti spontaneamente sul territorio italiano.
Il Sistema Cronquist assegna la famiglia delle Cistaceae all'ordine delle Violales mentre la moderna classificazione APG (avvalendosi dei recenti progressi della sistematica molecolare) la colloca nell'ordine delle Malvales.
Il genere Helianthemum è suddiviso in varie sezioni (e/o sottogeneri). Qui prendiamo in esame cinque di queste sezioni, definite dal botanico Adriano Fiori (1865 – 1950), relative alle specie spontanee della flora italiana. Anche se questa suddivisione risulta datata può essere interessante esaminarla ugualmente:
- Gruppo 1A : lo stilo è più o meno lungo;

- Gruppo 2A : gli stami sono molti (più di 10); quelli esterni generalmente sono sterili (sono presenti solamente i filamenti senza antere); gli ovuli sono “anatropici” (= rovesciati con l'apice verso il basso); gli embrioni sono invece “circinati” (= a forma spiralata);

- Sezione FUMANA.

- Gruppo 2B : gli stami in prevalenza sono 5 (o di più) e sono tutti fertili (filamenti con antere); gli ovuli sono “ortotropici” (= in posizione eretta); l'embrione è ripiegato una o due volte su se stesso;

- Gruppo 3A : le piante sono perenni o suffruticose; lo stilo ha una forma contorta e il più delle volte è ginocchiato; i petali sono molto più grandi dei sepali; gli stami sono molti (più di10);

- Sezione EUHELIANTHEMUM (appartengono le specie H. apenninum, H. nummularium e altre)

- Gruppo 3B : le piante hanno un ciclo biologico annuale; lo stilo è diritto; i petali sono più brevi dei sepali (a volte possono mancare); gli stami sono da 5 a 15;

- Sezione BRACHYPETALUM.

- Gruppo 1B : lo stilo è molto breve (a volte è quasi nullo, ma non mancante);

- Gruppo 4A : il portamento delle piante è di tipo erbaceo; sono piante più o meno pelose (ma non tomentose); gli ovuli sono “ortotropici” (= in posizione eretta); l'embrione  ha una forma triangolare o da ferro di cavallo;

- Sezione TUBERARIA.

- Gruppo 4B :  il portamento delle piante è di tipo arbustivo; l'aspetto è argentino; i peli sono squamoso-stellati; gli ovuli sono “ortotropici” (= in posizione eretta); l'embrione è spiralato;

- Sezione HALIMIUM (appartengono la specie C. halimifolius e altre specie come C. ocymoides  della penisola iberica oppure C. lasianthus, o C. umbellatus dell'Europa centro-meridionale).

Qui di seguito sono elencati altri sottogeneri di Helianthemum (l'elenco può non essere completo):
- Helianthemum sect. Fumana Dunal in DC. (1824) (sinonimo = Fumana)
- Helianthemum sect. Halimium Dunal in DC. (1824)
- Helianthemum subgen. Helianthemum
- Helianthemum subgen. Helianthemum sect. Argyrolepis Spach
- Helianthemum subgen. Helianthemum sect. Brachypetalum Dunal
- Helianthemum subgen. Helianthemum sect. Eriocarpum Dunal
- Helianthemum subgen. Helianthemum sect. Helianthemum
- Helianthemum subgen. Plectolobum Willk.
- Helianthemum subgen. Plectolobum Willk. sect. Chamaecistus Willk.
- Helianthemum subgen. Plectolobum Willk. sect. Macularia Dunal
- Helianthemum subgen. Plectolobum Willk. sect. Plectolobum

### Specie spontanee della flora italiana
Per meglio comprendere ed individuare le varie specie del genere (solamente per le specie spontanee della nostra flora) l'elenco che segue utilizza in parte il sistema delle chiavi analitiche.
- SEZIONE A : le piante di questa sezione hanno un portamento nano-cespuglioso (sono quindi perenni) con fusti legnosi alla base; inoltre tutte le foglie hanno delle stipole.

- Gruppo 1A : l'infiorescenza è formata da 2 - 5 racemi unilaterali; i racemi  sono inoltre privi di foglie:

- Helianthemum lavandulaefolium Miller – Eliantemo a foglie di Lavanda: l'altezza di questa pianta va da 1 a 4 dm; la forma biologica è camefita suffruticosa (Ch suffr); il tipo corologico è Steno Mediterraneo; l'habitat tipico sono le garighe calcaree; la diffusione sul territorio italiano è limitata alla Liguria (ma da diverso tempo non viene più ritrovata) ad un'altitudine fino a 600 m s.l.m..

- Gruppo 1B : l'infiorescenza si compone di cime pauciflore;

- Gruppo 2A : i boccioli di questa pianta sono villosi con i sepali esterni ripiegati in modo buffo (il tutto è simile alla testa di un gatto);

- Helianthemum caput-felis Boiss – Eliantemo a testa di micio: l'altezza di questa pianta va da 1 a 3 dm; la forma biologica è camefita suffruticosa (Ch suffr); il tipo corologico è Sud Ovest Mediterraneo; l'habitat tipico sono le garighe, i pascoli aridi e rupestri su substrato calcareo; la diffusione sul territorio italiano è limitata alla Sardegna ad un'altitudine fino a 300 m s.l.m.. È considerata pianta molto rara.

- Gruppo 2B : l'aspetto dei boccioli è normale;

- Gruppo 3A : i fiori sono sessili (senza peduncolo);

- Helianthemum sessiliflorum (Desf.) Pers. – Eliantemo a spiga: l'altezza di questa pianta va da 3 a 6 dm; la forma biologica è nano-fanerofita (NP); il tipo corologico è Sud Est Mediterraneo; l'habitat tipico sono i prati aridi e le sabbie marittime; sul territorio italiano questa pianta è diffusa al sud ad un'altitudine fino a 300 m s.l.m.. È considerata pianta rara.

- Gruppo 3B : il peduncolo dei fiori è ben evidente (da 6 a 12 mm);

- Gruppo 4A : i sepali possiedono delle setole patenti molto lunghe (come la distanza tra le nervature);

- Helianthemum jonium Lacaita – Eliantemo jonico: le foglie sono lineari; la lunghezza dei peli dei sepali è di 0,6 - 0,8 mm; l'altezza di questa pianta va da 2 a 4 dm; la forma biologica è camefita suffruticosa (Ch suffr); il tipo corologico è Endemico; l'habitat tipico sono le macchie mediterranee su sabbie marittime; la diffusione sul territorio italiano è discontinua ad un'altitudine fino a 500 m s.l.m..
- Helianthemum hirtum (L.) Miller – Eliantemo irto: le foglie hanno una forma strettamente lanceolata; la lunghezza dei peli dei sepali è più lunga di un millimetro; l'altezza di questa pianta va da 1 a 4 dm; la forma biologica è camefita suffruticosa (Ch suffr); il tipo corologico è Sud Ovest Mediterraneo; l'habitat tipico sono le garighe e le macchie boschive su substrato calcareo; la diffusione è limitata alla Corsica ad un'altitudine fino a 300 m s.l.m.. È considerata pianta molto rara.

- Gruppo 4B : i sepali non hanno setole patenti;

- Gruppo 5A : alla base delle foglie superiori sono presenti delle stipole a forma lanceolata molto simili alle foglie stesse e lunghe più del picciolo;

- Helianthemum nummularium (L.) Miller – Eliantemo maggiore: la pagina superiore delle foglie è glabra o con pochi peli semplici; il colore della corolla può essere giallo, bianco o roseo; l'altezza di questa pianta va da 2 a 4 dm; la forma biologica è camefita suffruticosa (Ch suffr); il tipo corologico è Europeo - Caucasico; l'habitat tipico sono i prati aridi, le sabbie o le rupi su substrato calcareo; è diffusa comunemente su tutto il territorio italiano ad una altitudine fino a 2500 m s.l.m..
- Helianthemum croceum (Desf.) Pers. – Eliantemo color zafferano: la pagina superiore delle foglie è cosparsa di peli stellati; il colore della corolla è normalmente aranciato; l'altezza di questa pianta va da 1 a 4 dm; la forma biologica è camefita suffruticosa (Ch suffr); il tipo corologico è Orofita - Ovest Mediterraneo; l'habitat tipico sono i prati aridi e le rupi su substrato calcareo; sul territorio italiano questa pianta è diffusa al centro e al sud ad una altitudine compresa tra 500 e 1750 m s.l.m.. È considerata pianta rara.

- Gruppo 5B : alla base delle foglie superiori sono presenti delle stipole a forma lineare (sono più brevi e molto più strette delle foglie stesse);

- Helianthemum apenninum (L.) Miller – Eliantemo degli Appennini: la lunghezza dei sepali e della capsula è di 7 – 10 mm; l'altezza di questa pianta va da 2 a 4 dm; la forma biologica è camefita suffruticosa (Ch suffr); il tipo corologico è Sud Ovest Europeo; l'habitat tipico sono i pendii aridi e sassosi o le rupi su substrato calcareo; è diffusa comunemente su tutto il territorio italiano ad una altitudine fino a 1800 m s.l.m..
- Helianthemum pilosum (L.) Pers. – Eliantemo peloso: la lunghezza dei sepali è di 5 - 6 mm, sono inoltre tomentosi con peli stellati lunghi 0,3 mm; la lunghezza della capsula è di 4 - 5 mm; il colore dei petali è bianco (giallo alla base); l'altezza di questa pianta va da 1 a 3 dm; la forma biologica è camefita suffruticosa (Ch suffr); il tipo corologico è Ovest Mediterraneo; l'habitat tipico sono i prati aridi su substrato calcareo; sul territorio italiano questa pianta è diffusa in modo discontinuo fino ad una altitudine di 600 m s.l.m.. È considerata pianta molto rara.
- Helianthemum jonium Lacaita – Eliantemo jonico:  la lunghezza dei sepali è di 5 - 6 mm, sono inoltre pubescenti con sparsi peli semplici lunghi 0,6 – 0,8 mm; la lunghezza della capsula è di 4 - 5 mm; il colore dei petali è giallo (vedi “Sezione A” e “Gruppo 4A”).

- SEZIONE B : le piante di questa sezione hanno un portamento cespuglioso-nano con fusti legnosi alla base; le foglie sono prive di stipole (in qualche specie le stipole sono presenti solo sulle foglie superiori).

- Gruppo 1A : i petali sono gialli con una macchia color arancio alla base; l'infiorescenza è formata da pochi fiori isolati (1 – 3);

- Helianthemum lunulatum (All.) DC. – Eliantemo ligure: l'altezza di questa pianta va da 5 a 20 cm; la forma biologica è camefita suffruticosa (Ch suffr); il tipo corologico è Endemico; l'habitat tipico sono i prati e le rupi sassose su substrato calcareo; sul territorio italiano questa pianta è diffusa solamente sulle Alpi Marittime ad una altitudine compresa tra 850 e 2200 m s.l.m.. È considerata pianta rara.

- Gruppo 1B : i petali sono totalmente gialli; l'infiorescenza è formata da molti fiori;

- Helianthemum canum (L.) Baumg. – Eliantemo candido: la pagina inferiore delle foglie è bianco-tomentosa con peli di tipo stellato; la forma delle foglie è progressivamente ristretta alla base; l'altezza di questa pianta va da 4 a 20 cm; la forma biologica è camefita suffruticosa (Ch suffr); il tipo corologico è Endemico o, secondo la sottospecie, Europeo - Caucasico; l'habitat tipico sono i prati e le rupi su substrato calcareo; sul territorio italiano questa pianta è diffusa in tutta la penisola ad una altitudine fino a 1800 m s.l.m..
- Helianthemum cinereum (Cav.) Pers. – Eliantemo cinereo:  la pagina inferiore delle foglie è bianco-tomentosa con peli di tipo stellato; la forma delle foglie alla base è arrotondata; l'altezza di questa pianta va da 1 a 2 dm; la forma biologica è camefita suffruticosa (Ch suffr); il tipo corologico è Orofita – Sud Ovest Mediterraneo; l'habitat tipico sono i prati aridi e rupestri; sul territorio italiano questa pianta è diffusa al sud ad una altitudine compresa tra 800 e 1600 m s.l.m.. È considerata pianta rara.
- Helianthemum oelandicum (L.) DC. – Eliantemo rupino: la pagina inferiore delle foglie è verde o grigio-verde, poco tomentosa e senza peli di tipo stellato;  l'altezza di questa pianta va da 5 a 25 cm; la forma biologica è camefita suffruticosa (Ch suffr); il tipo corologico è Europeo - Caucasico; l'habitat tipico sono i prati e pascoli aridi e le rupi calcaree; sul territorio italiano questa pianta si trova al nord e al centro ad una altitudine compresa tra 100 e 2800 m s.l.m..

- SEZIONE C : le piante di questa sezione hanno un portamento erbaceo e sono a ciclo biologico annuale.

- Gruppo 1A : i sepali hanno una consistenza membranosa, sono cigliati sui nervi e glabri sul resto della superficie;

- Helianthemum aegyptiacum (L.) Miller – Eliantemo egiziano: l'altezza di questa pianta va da 5 a 30 cm; la forma biologica è terofita scaposa (T scap); il tipo corologico è Sud Mediterraneo - Turanico; l'habitat tipico sono gli incolti aridi e i campi a substrato calcareo; sul territorio italiano questa pianta si trova al sud (e nelle isole) ad una altitudine massima di 800 m s.l.m.. È considerata pianta rara.

- Gruppo 1B : i sepali sono di tipo erbaceo e pubescenti su tutta la superficie;

- Gruppo 2A : le piante di questo gruppo si presentano vischiose-ghiandolose; dopo la fioritura i peduncoli si ripiegano verso il basso;

- Helianthemum sanguineum (Lag.) Lag. – Eliantemo sanguineo: l'altezza di questa pianta va da 2 a 10 cm; la forma biologica è terofita scaposa (T scap); il tipo corologico è Sud Ovest Mediterraneo; l'habitat tipico sono i pascoli aridi; sul territorio italiano questa pianta si trova solo in Liguria. Forse è scomparsa in quanto da oltre un secolo non si hanno segnalazioni della sua presenza.

- Gruppo 2B : le piante sono normali senza ghiandole e i peduncoli sono più o meno eretti;

- Helianthemum ledifolium (L.) Miller – Eliantemo lanoso: i peduncoli sono più brevi dei sepali e sono più o meno eretti; l'altezza di questa pianta va da 10 a 50 cm; la forma biologica è terofita scaposa (T scap); il tipo corologico è Steno Mediterraneo; l'habitat tipico sono i pascoli aridi e sabbiosi; sul territorio italiano questa pianta si trova al sud (e nelle isole) ad una altitudine massima di 500 m s.l.m.. È considerata rara.
- Helianthemum salicifolium (L.) Miller – Eliantemo annuale: i peduncoli sono più lunghi dei sepali e sono ricurvi; l'altezza di questa pianta va da 5 a 25 cm; la forma biologica è terofita scaposa (T scap); il tipo corologico è Euri- Mediterraneo; l'habitat tipico sono i pascoli aridi e i campi; sul territorio italiano questa pianta e ovunque comune ad una altitudine massima di 800 m s.l.m..

A questa lista è da aggiungere la specie Helianthemum sicanorum Brullo, Giusso & Sciandrello – Eliantemo dei Sicani, pianta endemica della Sicilia di recente ritrovamento.

### Generi simili
- Cistus L. - Cisto: rispetto al genere di questa scheda i Cistus hanno un portamento più elevato, fiori più grandi con calice più regolare; inoltre il frutto è una capsula deiscente per cinque valve. Molte specie di Helianthemum in tempi recenti sono state trasferite da questo genere.
- Fumana (Dunal) Spach – Fumana: le foglie sono tutte alterne (a parte la specie Fumana thymifolia); gli stami esterni sono sterili (hanno solo i filamenti senza antere); la forma biologica è solo di tipo suffrutice.
- Tuberia  (Dunal) Spach – Fior gallinaccio: stimma è sessile (senza stilo, inserito direttamente sull'ovario) ed ha la forma di un cuscinetto; sono piante annue o suffrutice e legnose solo alla base; le foglie sono verdi o grigio-tomentose e formano una rosetta basale.

## Usi

### Giardinaggio
Se alcune specie si presentano in modo “modesto”, altre hanno delle sicure dote di eleganza tanto da giustificare attorno al 1656 l'entrata nei giardini europei di queste piante. Attualmente si possono contare ad una ventina le specie che vengono proposte dai commercianti di fiori sui mercati europei, senza contare le moltissime cultivar.

Tra le nostre specie spontanee quella che più viene sfruttata nel giardinaggio è Helianthemum nummularium. Con questa specie si sono generate una dozzina di cultivar sfruttando le sue caratteristiche di estrema variabilità.

Per il giardinaggio queste piante sono adatte per i muri fioriti o giardini rocciosi, in tutti i casi in posizione ben soleggiate. Non hanno grandi esigenze, basta che il terreno sia ben drenato un po' ghiaioso e di tipo calcareo.